# Liste der größten Seen in Finnland
In Finnland werden 187 888 Seen mit einer Oberfläche von mehr als 5 Ar (500 m²) gezählt. 309 Seen weisen eine Oberfläche von mehr als 10 km² auf.

## Die 20 größten Seen
| See         | Landschaft(en)              | Fläche [km²] | Koordinaten                  | Anmerkungen                                                   |
| ----------- | --------------------------- | ------------ | ---------------------------- | ------------------------------------------------------------- |
| Saimaa      | Südkarelien, Südsavo        | 1377,05      | 61° 20′ 28″ N, 28° 0′ 39″ O  | Hauptbecken des gleichnamigen Seensystems (insg. 4377,05 km²) |
| Päijänne    | Mittelfinnland, Päijät-Häme | 1080,63      | 61° 28′ 37″ N, 25° 25′ 41″ O | größtes Wasservolumen                                         |
| Inarijärvi  | Lappland                    | 1040,28      | 68° 57′ 41″ N, 27° 42′ 37″ O |                                                               |
| Pielinen    | Nordkarelien                | 894,21       | 63° 14′ 47″ N, 29° 39′ 23″ O |                                                               |
| Oulujärvi   | Kainuu                      | 887,09       | 64° 19′ 0″ N, 27° 15′ 0″ O   |                                                               |
| Pihlajavesi | Südsavo                     | 712,59       | 61° 43′ 48″ N, 28° 51′ 36″ O | Teil des Saimaa-Seensystems                                   |
| Orivesi     | Südsavo                     | 601,30       | 62° 16′ 0″ N, 29° 24′ 0″ O   | Teil des Saimaa-Seensystems                                   |
| Haukivesi   | Südsavo                     | 562,31       | 62° 10′ 25″ N, 28° 22′ 38″ O | Teil des Saimaa-Seensystems                                   |
| Keitele     | Mittelfinnland, Nordsavo    | 493,59       | 62° 56′ 0″ N, 26° 2′ 0″ O    |                                                               |
| Kallavesi   | Nordsavo                    | 472,76       | 62° 52′ 0″ N, 27° 45′ 0″ O   | Hauptbecken des Iso-Kalla-Seensystems (insg. 890 km²)         |
| Puruvesi    | Südsavo                     | 420,86       | 61° 50′ 0″ N, 29° 27′ 0″ O   | Teil des Saimaa-Seensystems                                   |
| Pyhäselkä   | Nordkarelien                | 361,10       | 62° 30′ 0″ N, 29° 42′ 0″ O   | Teil des Saimaa-Seensystems                                   |
| Puula       | Südsavo                     | 330,76       | 61° 48′ 36″ N, 26° 41′ 38″ O |                                                               |
| Lokka       | Lappland                    | 315,40       | 67° 49′ 12″ N, 27° 45′ 0″ O  | Stausee, 1967 angelegt                                        |
| Höytiäinen  | Nordkarelien                | 282,64       | 62° 46′ 0″ N, 29° 42′ 0″ O   |                                                               |
| Näsijärvi   | Pirkanmaa                   | 256,12       | 61° 41′ 55″ N, 23° 45′ 21″ O |                                                               |
| Yli-Kitka   | Nordösterbotten, Lappland   | 237,31       | 66° 10′ 0″ N, 28° 42′ 0″ O   | Teil des Kitkajärvi-Seensystems                               |
| Suvasvesi   | Nordsavo                    | 233,58       | 62° 42′ 0″ N, 28° 10′ 0″ O   | Teil des Iso-Kalla-Seensystems                                |
| Kemijärvi   | Lappland                    | 230,91       | 66° 38′ 0″ N, 27° 34′ 0″ O   |                                                               |
| Juojärvi    | Südsavo                     | 219,54       | 62° 39′ 0″ N, 28° 43′ 1″ O   |                                                               |